# Майк Ментцер
Майк Ме́нтцер (англ. Mike Mentzer, 15 листопада, 1951, Іфрейта, Пенсільванія, США — 10 червня, 2001) — американський культурист-професіонал, підприємець, письменник і філософ. Автор альтернативної до Джо Вейдера теорії тренувань, яку він виклав у книжці «Супертренінг». Брат Рея Ментцера. Зріст: 5'8", (173см). Вага: 225 фунтів, (102кг).

## Біографія
Ментцер народився 15 листопада 1951 року в американському містечку під Філадельфією в Пенсільванії. Через два роки його сім'я переїхала на 60 миль західніше, до Євфрати. Це було маленьке фермерське містечко, в тому таки штаті.
Одного разу, коли Майкові було 11 років, у крамниці він побачив культуристського часописа і за його словами просто закохався в цей спорт. Стероїди почав уживати у віці 19 років. 1971 року вперше виступив на змаганнях з бодибілдингу. Це були змагання «Містера Америка», що проходили в Йорку, Пенсильванія. Тоді він зайняв 10 місце.
1971 року Кейсі Ваятор познайомив Майка з Артуром Джонсом. Ця зустріч кардинально змінила його погляд на тренування. 1979 року Майк узяв участь у конкурсі «містер Олімпія-79». Він переміг у важкій категорії, але програв легшому Френкові Зейну в абсолютному заліку. Наступна «Олімпія-80» мала проходити в Сіднеї в Австралії. Там Майк сподівався на перемогу. Того року несподівано повернувся Арнольд Шварценеггер. 1975 року він ушосте виграв «Олімпію» й оголосив про свій відхід. 1980 року він приїхав до Сіднея перед змаганнями,
й ніхто з учасників не підозрював про такий поворот подій. Але Шварценеггер переміг. Він виграв «Олімпію» всьоме. Багато хто говорить, що результат було підтасовано і що Арнольд був не в такій добрій формі, як 1975 року. Ментцер тоді зайняв лише п'яте місце. Після цього Майк перестав брати участь у змаганнях і зосередився на тренерській роботі. 
Він написав декілька книг і безліч статей, де пропонував подивитися на бодибілдинг з іншого боку. Ментцер розробив нову систему, що передбачала значно скоротити кількість і тривалість тренувань і відводила набагато більше часу на відпочинок. Майк Ментцер консультував Доріана Єйтса, що виграв «Олімпію» шість разів, навіть попри те, що він почав тренуватися у віці 20 років.
Система тренувань Майка Ментцера "Супертренінг" відрізнялася підвищеною жорсткістю та інтенсивністю. Він визнавав тренінг до відмови, з максимальними вагами, у тому числі й у таких базових вправах, як жим лежачи, присідання зі штангою та тяга Т-грифу. Набір маси тіла його підопічних при цьому йшов із величезною швидкістю, але супроводжувався перетренованістю, та розтягненнями. Доріан Єйтс, підопічний Майка, увійшов в історію бодібіліднгу як шестиразовий містер Олімпія. Займаючись за системою Ментцера, він досяг ваги змаганнях в 130 кг.
Майк Ментцер помер 10 червня 2001 року. Його знайшов брат Рей Ментцер у його квартирі. Смерть настала внаслідок серцевого нападу. Через два дні Рей також помер. Він страждав від хвороби нирок і проходив курс лікування. Братова смерть стала дуже сильним ударом для нього.

## Змагання
- 1971 Mr America — AAU, 10th
- 1971 Teen Mr America — AAU, 2nd
- 1975 Mr America — IFBB, Medium, 3rd
- 1975 Mr USA — ABBA, Medium, 2nd
- 1976 Mr America — IFBB, Overall Winner
- 1976 Mr America — IFBB, Medium, 1st
- 1976 Universe — IFBB, MiddleWeight, 2nd
- 1977 North American Championships — IFBB, Overall Winner
- 1977 North American Championships — IFBB, MiddleWeight, 1st
- 1977 Universe — IFBB, HeavyWeight, 2nd
- 1978 USA vs World — IFBB, HeavyWeight, 1st
- 1978 World Amateur Championships — IFBB, HeavyWeight, 1st
- 1979 Canada Pro Cup — IFBB, 2nd
- 1979 Florida Pro Invitational — IFBB, 1st
- 1979 Night Champions — IFBB, 3rd
- 1979 Olympia — IFBB, HeavyWeight, 1st
- 1979 Pittsburgh Pro Invitational — IFBB, 2nd